# Maison Podevigne de Grandval
La maison Podevigne de Grandval est une maison située en France sur la commune de Saint-Urcize (Cantal), en région Auvergne-Rhône-Alpes.

## Localisation
Le monument se trouve place Saint-Jean-de-la-Croix.

## Historique
La maison, adossée à une tour carrée, seul vestige de l'ancien château, semble avoir été construite au XVe ou XVIe siècle.

### Protection
La maison est inscrite au titre des monuments historiques par arrêté du 21 mai 2007.

## Description
La maison présente deux ailes en retour d’équerre autour d’une tourelle d’escalier en vis, bordant une cour arrière. Sa façade gothique est ornée de sculptures, et l’intérieur conserve deux grandes salles avec cheminées monumentales.